# Аня, «Волга», рок-н-рол
Аня, «Волга», рок-н-рол — український фільм режисера Костянтина Коновалова знятий у Севастополі і Києві.

## Про фільм
Фільм складається з трьох новел: «Аня», «Волга» і «Рок-н-рол». Частини пов'язані між собою любовною історією рудої дівчини та моряка-контрабандиста. Їх зустріч стала можливою завдяки античним сказанням, рок-музиці та старенькій «Волзі» ГАЗ-21. 
Прем'єра стрічки на Берлінале викликала зацікавленість глядачів та експертів. 
Перед показом стрічку та її знімальну групу представлять офіційні особи української індустрії кіно. 